# Liste der Baudenkmale in Warkworth
Die Liste der Baudenkmale in Warkworth umfasst alle vom New Zealand Historic Places Trust (NZHPT) als „Historic Place“ oder „Historic Area“ eingestuften Baudenkmale und Flächendenkmale der neuseeländischen Stadt Warkworth. Die Angaben stammen aus dem Register des NZHPT. Die Bezeichnungen der Baudenkmale orientieren sich an diesem Register. In die Liste werden auch bekannte Wahi Tapu (Area), kulturell und religiös bedeutsame Stätten und Gebiete der Māori, aufgenommen. Sie werden jedoch meist nicht publiziert.

| Bild         | Bezeichnung                                         | Ort       | Anschrift                                        | Beschreibung                   | Bauzeit      | Eintrag           | Nummer | Kat. |
| ------------ | --------------------------------------------------- | --------- | ------------------------------------------------ | ------------------------------ | ------------ | ----------------- | ------ | ---- |
| BW           | Cement Works Ruin                                   | Warkworth | Wilson Road Karte                                | Ruine eines Zementwerkes       | 1866         | 23. Juni 1983     | 0082   | 1    |
| BW           | Warkworth Town Hall                                 | Warkworth | Ecke 19 Neville Street und Alnwick Street Karte  | Versammlungsstätte             | 1911         | 22. Juni 2007     | 7709   | 1    |
| BW           | Bridge House                                        | Warkworth | 16–32 Elizabeth Street Karte                     | Hotel                          | n.a.         | 25. November 1982 | 0484   | 2    |
| BW           | Broomfield House                                    | Warkworth | 3 Neville Street Karte                           | Ladengeschäft                  | n.a.         | 25. November 1982 | 0485   | 2    |
| BW           | Courthouse                                          | Warkworth | 2–4 Elizabeth Street und Brown Road (SH 1) Karte | Gerichtsgebäude                | n.a.         | 25. November 1982 | 0489   | 2    |
| Masonic Hall | Masonic Hall                                        | Warkworth | 3 Baxter Street Karte                            | Freimaurerloge                 | n.a.         | 25. November 1982 | 0492   | 2    |
| BW           | Post Office                                         | Warkworth | 17 Neville Street und 1–3 Alnwick Street Karte   | Postamt                        | n.a.         | 25. November 1982 | 0496   | 2    |
| BW           | Riverina                                            | Warkworth | 46 Wilson Road und Hepburn Creek Road Karte      | Wohnhaus                       | n.a.         | 25. November 1982 | 0498   | 2    |
| BW           | St Columba’s Church                                 | Warkworth | 44 Bertram Street und 5–7 Pulham Road Karte      | Kirche, presbyterianische      | n.a.         | 25. November 1982 | 0500   | 2    |
| BW           | Warkworth Hotel                                     | Warkworth | 9 Queen Street and 10 Neville Street Karte       | Hotel                          | n.a.         | 25. November 1982 | 0502   | 2    |
| BW           | Manager’s House (former)                            | Warkworth | 108 Wilson Road Karte                            | Wohnhaus                       | n.a.         | 25. November 1982 | 2600   | 2    |
| BW           | Appletree Cottage and Former Warkworth US Army Camp | Warkworth | Anderson Road Karte                              | Wohnhaus und Lager der US Army | 1940er Jahre | 25. Juni 2001     | 7493   | 2    |